# Peter Pontiac

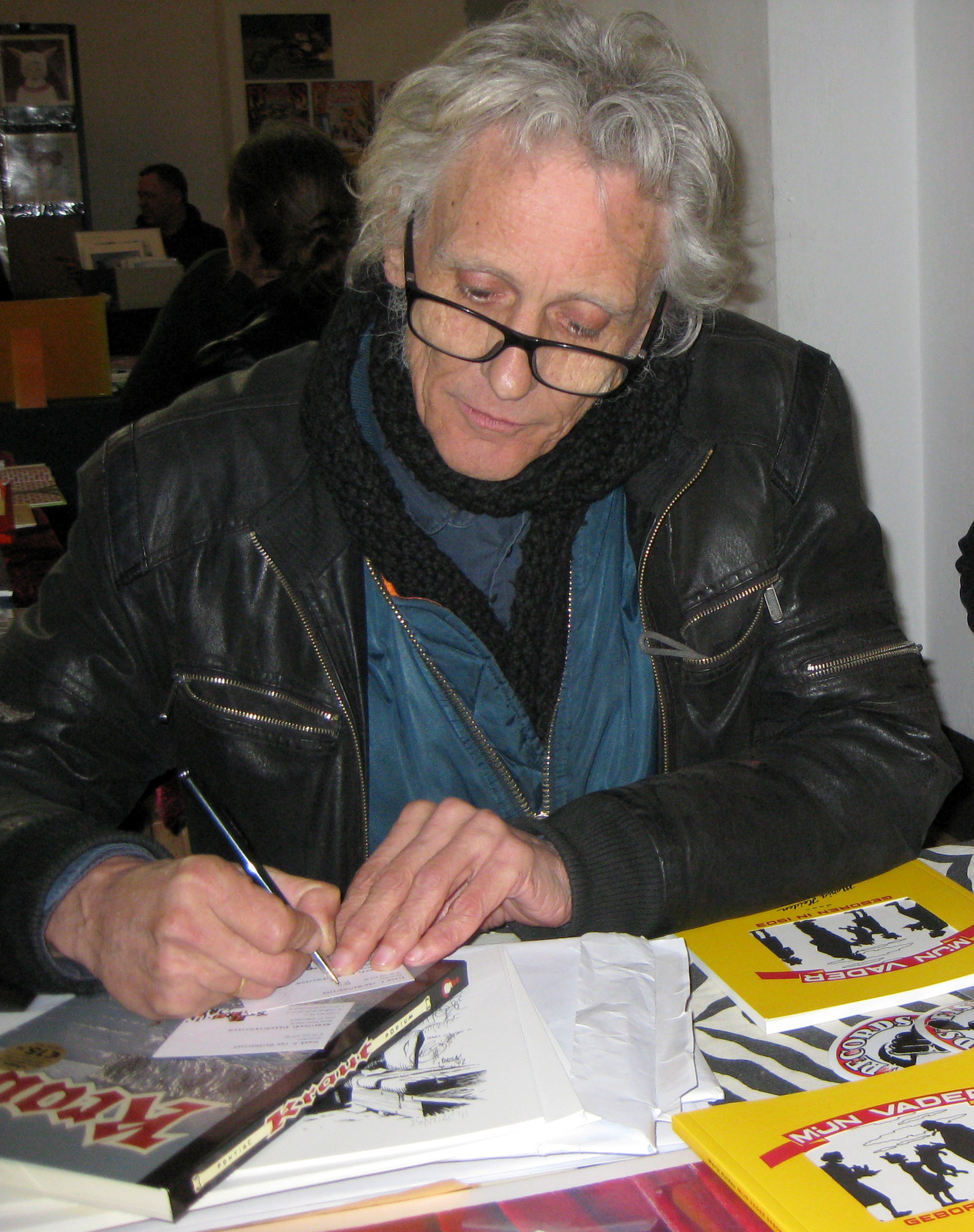
Foto: Frank van OortmerssenPeter Pontiac signeert tijdens de Stripbeurs te Utrecht

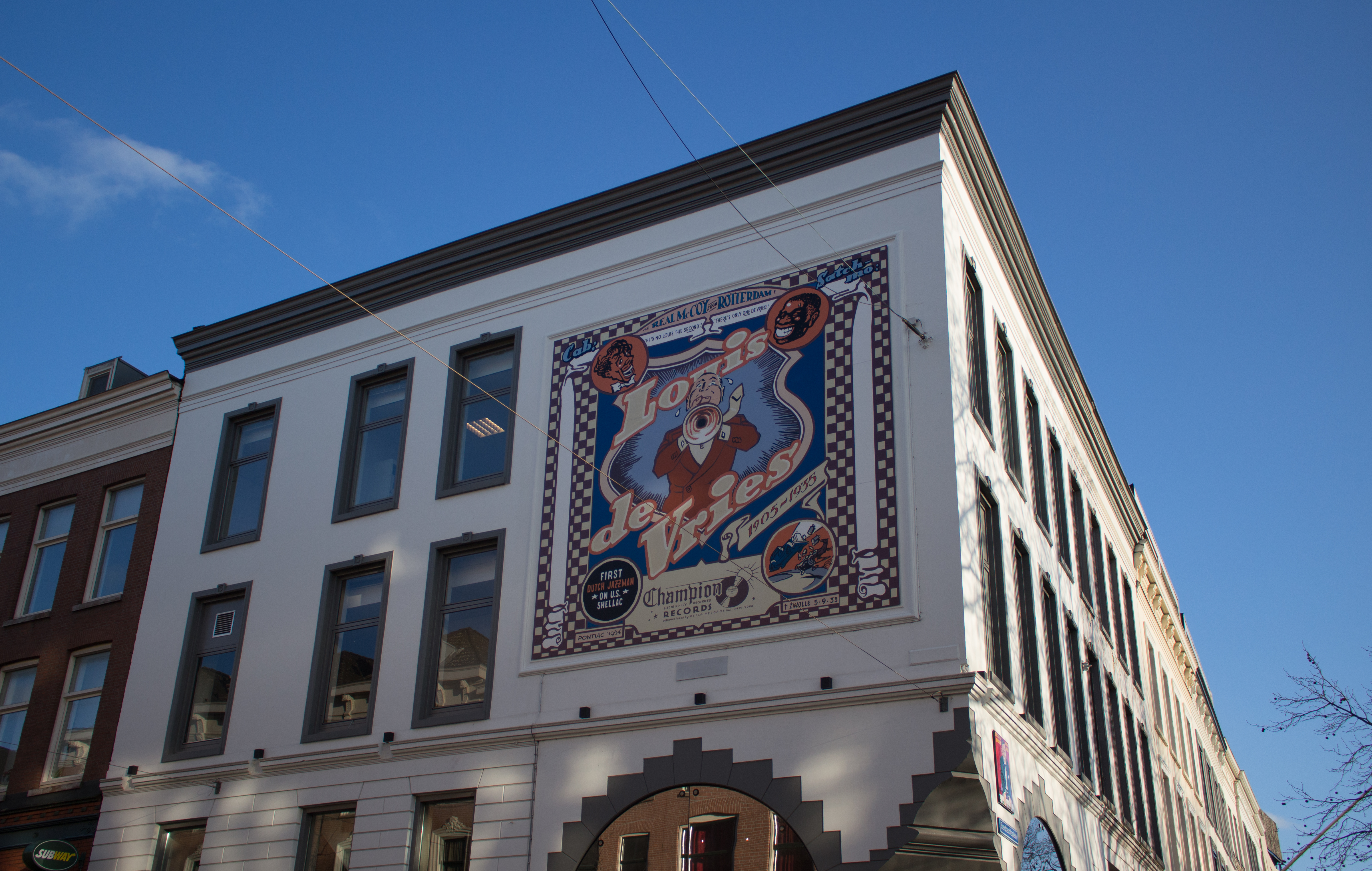
Muurschildering van Louis de Vries, naar ontwerp van Pontiac

Peter Pontiac, echte naam Petrus Josef Gerardus Pollmann (Beverwijk, 28 april 1951 – Amsterdam, 20 januari 2015) was een Nederlands illustrator en striptekenaar. Hij tekende undergroundstrips, posters en platenhoezen.
Pontiac was nauw betrokken bij de Nederlandse punkcultuur. Tijdens de periode dat hij verslaafd was aan heroïne leefde hij als kraker samen met andere punkers en ontwierp vele hoesjes voor punkbands. De alter ego's Gaga en Gigi die voorkwamen in zijn strips, waren gemodelleerd naar zijn eigen leven met zijn vriendin uit die tijd. Veel van Pontiacs punktekeningen van de hoesjes en affiches voor optredens werden uitgegeven door uitgeverij Oog & Blik in de serie Pontiac Review.

## Publicaties
Zijn werk werd regelmatig gepubliceerd in Aloha, Muziek Expres, Tante Leny presenteert!, RFP illustraties, Modern Papier, Gummi, El-Vibora, Anarchy comics, OOR, NRC Handelsblad en de Volkskrant. Voor het Algemeen Dagblad tekende Pontiac tussen 1995 en 2001 dagelijks de 'Weermuis', een illustratie bij het weerbericht. Pontiac tekende onder meer een aantal pagina's voor de retrospectieve tentoonstellingscatalogus van Willem de Ridder, die hem een 'briljante tekenaar' noemde. Hij maakte ook platenhoezen en was geïnteresseerd in rockmuziek. Pontiac was de huiskunstenaar van stripwinkel en expositieruimte Lambiek.
In de jaren negentig werd de reeks Pontiac Review opgezet, waarin al het werk van Pontiac heruitgegeven wordt. De boeken bevatten zowel strips als illustratiewerk. Tot aan zijn dood in 2015 zijn zeven delen verschenen. Ook werd zijn enige volledige stripalbum Requiem Fortissimo opnieuw uitgegeven.

## Persoonlijk
Pollmanns vader Joop Pollmann was tijdens de Tweede Wereldoorlog lid van de Waffen-SS en oorlogsverslaggever aan het Oostfront. Hij verdween in 1978 spoorloos in de Daaibooibaai op Curaçao. Pontiac verhaalt zijn familiegeschiedenis in de Kraut biografiek die in 2000 verscheen bij Podium.
Tussen zijn 18e en 33e jaar gebruikte Pontiac heroïne. In 2010 kreeg hij te horen dat hij hepatitis C had; waarschijnlijk opgelopen door het gebruik van vuile naalden in de tijd dat hij verslaafd was. Ook kreeg hij levercirrose. In 2014 werd de behandeling stopgezet.
Pollmann was autodidact en werkte vele jaren in afzondering in een atelier, bij zijn vriend Job Beekman te Boer (Friesland). Tot aan zijn dood werkte hij thuis. Zijn broer Joost Pollmann is als journalist en vertaler ook actief in de stripwereld.

## Tekenstijl
Pontiacs tekenwerk is geïnspireerd op undergroundstrips in het algemeen en het werk van Robert Crumb in het bijzonder. Zijn werk wordt vergeleken met dat van Jacques Tardi en Art Spiegelman.

## Lettering
Voor uitgeverij Oog & Blik verzorgde hij de handlettering van de Nederlandstalige edities van Maus en Crumbs Kafka.

## Prijzen
- 1997 - Stripschapprijs voor zijn gehele oeuvre
- 1998 - Professor Pi-illustratorenprijs van de Stad Amsterdam
- 2011 - Marten Toonderprijs voor zijn gehele oeuvre